# Jim Twomey
James Francis "Jim" Twomey , född 13 april 1914 i Newry, Nordirland, död 9 november 1984, var en nordirländsk professionell fotbollsspelare. Han var målvakt och spelade under större delen av sin fotbollskarriär i Leeds United AFC där han spelade totalt 111 matcher, varav 109 ligamatcher, mellan 1937 och 1949. Han spelade dessutom två landskamper för Nordirland 1938, 1949 lämnade han Leeds och flyttade till Halifax Town AFC men lyckades aldrig ta en plats i deras a-lag men blev senare tränare i klubben. Efter fotbollskarriär var han talangscout för Leeds på tillfällig basis.